# Borkener See
Der Borkener See ist ein im Zuge des Braunkohleabbaus im Borkener Braunkohlerevier entstandener See südwestlich der Kernstadt von Borken im Schwalm-Eder-Kreis in Nordhessen, Deutschland. Wegen seiner ökologischen Bedeutung, unter anderem als Vogelrastgebiet, steht der See einschließlich seiner Uferzonen unter Naturschutz.

## Geographie

### Allgemeines
Der Borkener See liegt in der Schwalmaue, einem Teil der Westhessischen Senke, und ist ein wichtiger Rastplatz für Zugvögel.

Die Wasseroberfläche liegt etwa 177 m über NN. Die Fläche des Sees beträgt ca. 139 ha. Seine Länge ist ca. 1600 m und die Breite ca. 1000 m. An den See grenzen die Kernstadt Borken und die Stadtteile Nassenerfurth im Süden und Trockenerfurth im Westen. Ein 7,3 km langer Rundweg führt um den See.

### Entstehung
Hervorgegangen aus dem ehemaligen Braunkohletagebau Grube Altenburg IV entstand im Zuge der Rekultivierung von 1975 bis 1992 der Borkener See. Während der Förderzeit (1954–1975) umfasste die Betriebsfläche des Tagebaues 234 ha. Zur Förderung von rund 9 Millionen Tonnen Braunkohle wurden ca. 70.000.000 m³ Abraum bewegt.
In der Anfangsphase der Rekultivierung wurden Überlegungen angestellt, ob die Füllung des Borkener Sees nicht beschleunigt werden solle, um ihn als Freizeitgelände mit Wochenendhäusern nutzen zu können. Bei Untersuchungen zu Beginn der Füllung stellte sich jedoch heraus, dass der See leicht basisch und zudem nährstoffarm (oligotroph) war. Daraufhin wurde von der Beschleunigung der Füllung abgesehen und die Ausweisung des Borkener Sees als Naturschutzgebiet eingeleitet.

#### Dramatische Landschaft
Im südöstlichen Tagebau im Bereich des ehemaligen Untertagebaus Weingrund als einem Gebiet mit wiederkehrenden umfangreichen Senkungen und Böschungsrutschungen wurden ungefähr 20 ha für die Ausweisung als Naturschutzgebiet vorgesehen. Diese Fläche wurde auch als „dramatische Landschaft“ bezeichnet, da sich die Fauna und Flora in diesem Gebiet ständig neuen Gegebenheiten anpassen musste.

#### Feuchtbiotop
Zudem wurde im Norden des Braunkohle-Tagebaus ein Feuchtbiotop mit ca. 5 ha Fläche angelegt. Besonderer Wert wurde auf eine lange Uferlinie mit ca. 1,3 km Länge, bei gerade einmal 2,6 ha Wasserfläche, gelegt.

### Nutzung
Das komplette Einzugsgebiet des Borkener See steht unter Naturschutz. Gemeinsam haben die Bundesrepublik Deutschland und das Land Hessen über die Stiftung „Hessischer Naturschutz“ die betreffenden Flächen aufgekauft. Hiermit sollte verhindert werden, dass über die landwirtschaftliche Nutzung Nährstoffe in den See eingetragen werden.
Ein Rundweg führt um den Borkener See.

## Ökologie

### Wasserqualität
Anders als die meisten größeren Seen in Hessen ist der Borkener See oligotroph. Auch durch seine Größe ist nicht damit zu rechnen, dass er nährstoffreich (eutroph) wird. Des Weiteren weist er im Gegensatz zu ähnlichen Tagebauseen in ihrem „Jugendstadium“ einen basischen pH-Wert auf. Er bietet auf diesen Lebensraum spezialisierten Pflanzen und Tieren ein Refugium.

### Schutzstatus
Der gesamte See einschließlich seiner Uferzonen steht seit 1990 unter Naturschutz. Baden, Angeln und andere Wassersportaktivitäten sind daher nicht gestattet. Das insgesamt rund 350 Hektar große Naturschutzgebiet Borkener See ist ein bedeutendes Rastgebiet für Wasservögel wie die Trauerente und Trauerseeschwalbe sowie für Watvögel. Ein um den See führender Rundwanderweg mit mehreren Aussichtsständen ermöglicht die  Naturbeobachtung. Seit 2000 ist der See mit gleicher Fläche wie das Naturschutzgebiet als FFH-Gebiet ausgewiesen.

## Hydrologische Daten
Das Einzugsgebiet des Borkener Sees beträgt etwa 350 ha einschließlich der Seefläche mit 139 ha. Die maximale Wassertiefe beträgt 52,5 m. Sein Volumen umfasst 35.000.000 m³. Der Borkener See wird durch Schichtquellen des Buntsandstein mit 72 l/s (=104 m³/täglich) gespeist. Der pH-Wert schwankt zwischen 7,5 und 9.

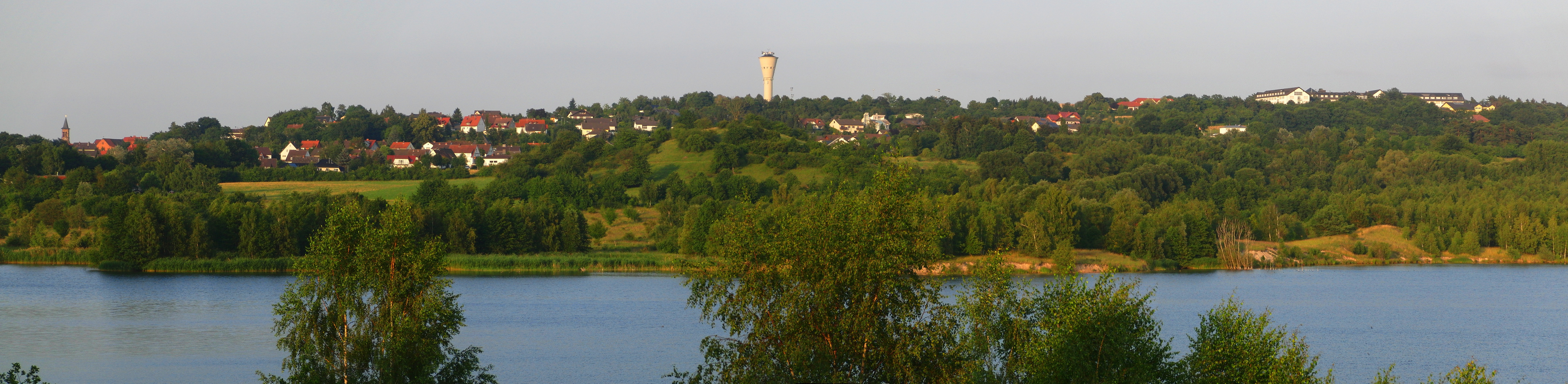
Panoramablick über den See
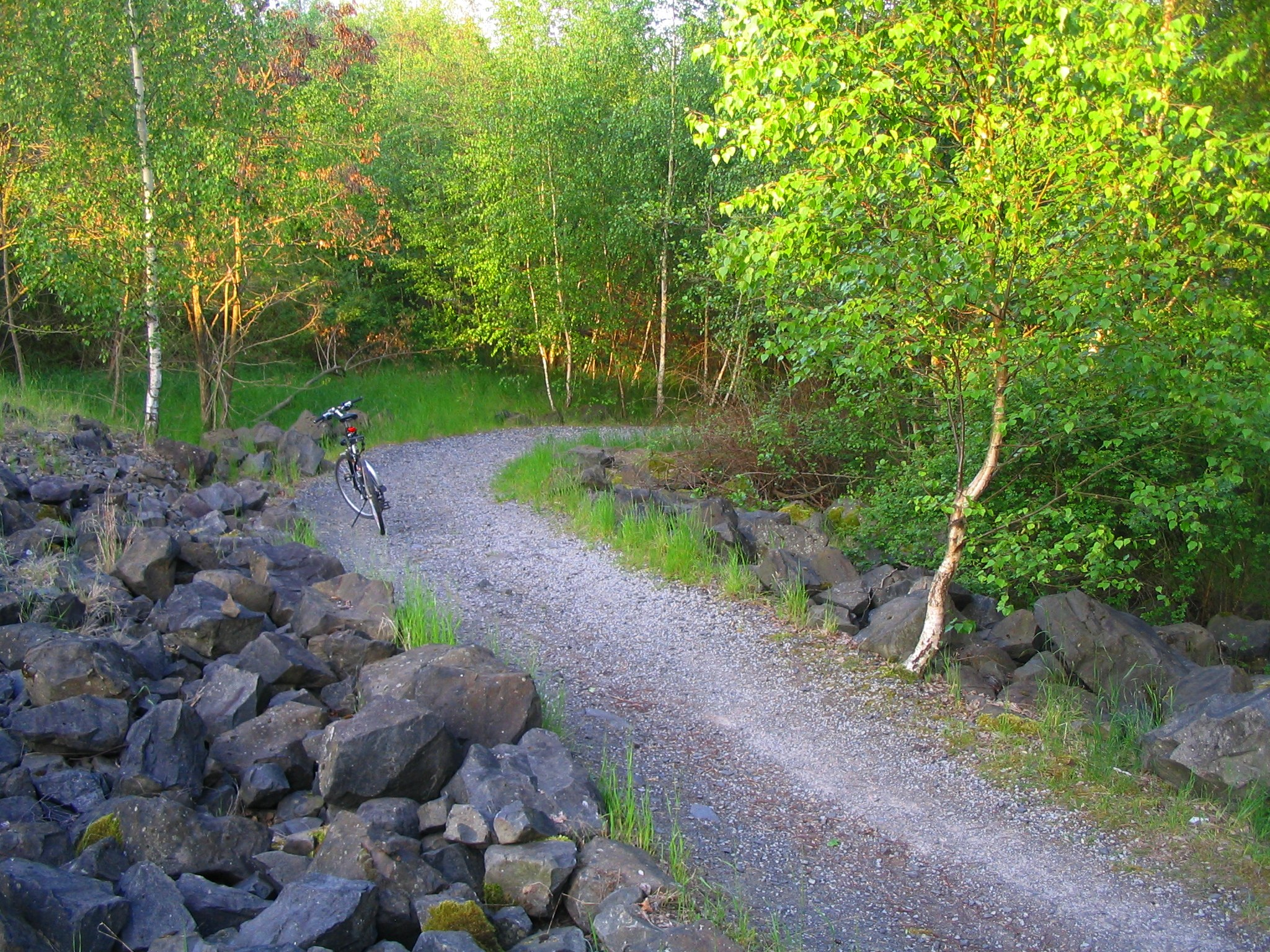
Geschotterter Rundweg
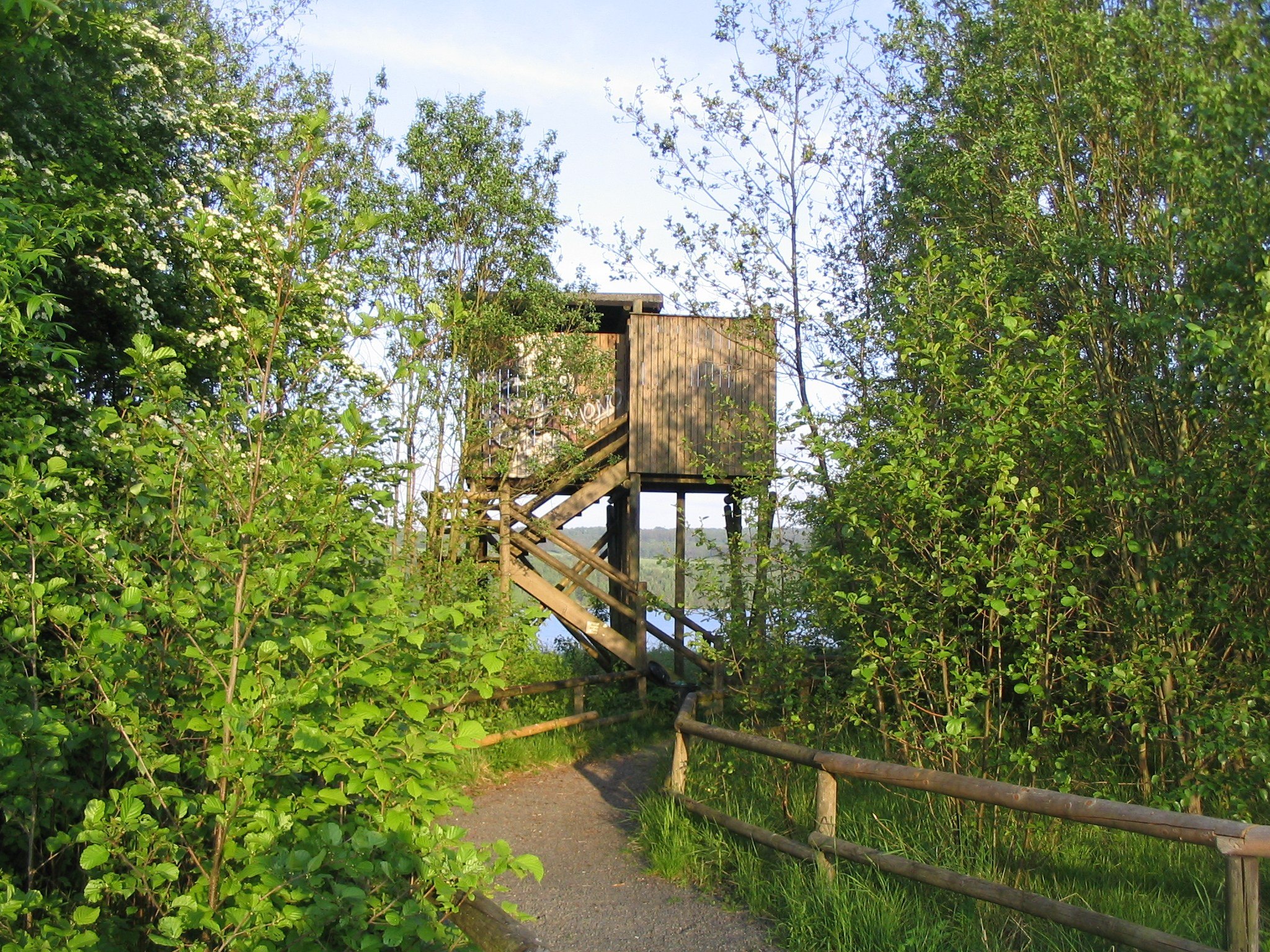
Hochsitz am Borkener See